# Qianshan (Anqing)
Qianshan (潜山市,  Qiánshān Shì) ist eine kreisfreie Stadt der bezirksfreien Stadt Anqing im Südwesten der chinesischen Provinz Anhui. Sie verwaltet ein Territorium von 1688 Quadratkilometern im Südosten des Dabie-Gebirges mit einer Gesamtbevölkerung von 519.000 Einwohnern (Stand: Ende 2018). Die Bevölkerungszählung des Jahres 2000 hatte für den damaligen Kreis Qianshan (潜山县) eine Gesamtbevölkerung von 515.261 Personen in 143.098 Haushalten ergeben, davon 260.308 Männer und 254.953 Frauen.

## Administrative Gliederung
Qianshan, das im Jahre 2018 von einem Kreis zu einer kreisfreien Stadt umorganisiert wurde, ist auf Gemeindeebene in elf Großgemeinden und fünf Gemeinden gegliedert. Diese sind:
- Großgemeinden Meicheng (梅城镇), Yuantan (源潭镇), Yujing (余井镇), Wanghe (王河镇), Huangpu (黄铺镇), Chashui (槎水镇), Shuihou (水吼镇), Guanzhuang (官庄镇), Huangni (黄泥镇), Huangbai (黄柏镇), Tianzhushan (天柱山镇)
- Gemeinden Tafa (塔畈乡), Youba (油坝乡), Longtan (龙潭乡), Doumu (痘姆乡), Wumiao (五庙乡)[4]

Daneben gibt es zwei Entwicklungszonen für Wirtschaft und Tourismus. Vorgenannte Verwaltungseinheiten bestehen auf Dorfebene aus 164 Dörfern und 19 Einwohnergemeinschaften.

## Kultur
Die auf ihrem Gebiet gelegene neolithische Stätte von Xuejiagang (薛家岗遗址, Xuējiāgǎng yízhǐ) und die Steingravuren im Fels des Tales des Tianzhushans (天柱山山谷流泉摩崖石刻, Tiānzhùshan shāngǔ liúquán móyá shíkè) stehen auf der Liste der Denkmäler der Volksrepublik China. Der Tianzhushan hat seit dem Jahr 2011 den Status eines Globalen Geoparks.